# Posição frontal
A posição frontal é um movimento inicial, em artes marciais.

## Caratê
No caratê, mormente depois do advento de sua concepção como esporte, há como forma de base frontal principal a Zenkutsu Dashi (前屈立), em cuja disposição o praticante apoia seu peso mais (cerca de 70%) na perna dianteira. A base é de abertura longa, sendo que a distância entre as pernas é mesma das bases Kokutsu dashi ou Kiba dashi. Além de sua forma tradicional, a postura tem uma alternativa proposta por mestre Gichin Funakoshi, e bem assim outras variantes de postura, que compartilham o aspecto de prosição frontal.
Em verdade, no caratê o conceito de base aplica-se mais apenas ao arranjo de pés e pernas. Quando se menciona postura, refere-se a kamae, que é o arranjo corporal do atleta.
| \| \| \| Zenkutsu Dashi (前屈立ち) \| |                     |                                 |                           |
|                                       |                     |                                 |                           |
| Funakoshi (船越の前屈立ち)            | Moto Dashi (基立ち) | Han Zenkutsu Dashi (半前屈立ち) | Moroashi Dashi (両足立ち) |
|                                       |                     |                                 |                           |
| Zenkutsu Dashi (前屈立ち)             |                     |                                 |                           |

## Taekwondo
No Taekwondo, a postura frontal é conhecida como Ap Sogui (em coreano:  앞서기) e mais se assemalha, no caratê, à base moto dashi.

## Kung fu
Em wushu, há uma enormidade de posicionamentos frontais, isto devido ao grande número de estilos que arte marcial possui. Em wing chun chuan, a posição frontal é conhecida por Seung ma ou Bue ma, denominações que são compartilhadas com outros estilos.